# 陳端 (永樂進士)
陳端（1386年—？年），字執中，浙江省溫州府平陽縣人，金洲鄉二十二都民籍，治《易經》。

## 生平
九月二十五日 生，行四十六 ，由縣學生中式浙江鄉試二十二名舉人，會試中式會試八十五名。年二十七歲中式永樂十年壬辰科第二甲第八名進士。

## 家族
曾祖陳印翁，元建安書院山長；祖陳文舉；父陳子深；嫡母顧氏；生母曹氏。慈侍下，妻，兄悠中。